# Iron Maiden
Iron Maiden là một ban nhạc heavy metal người Anh do Steve Harris (tay bass kiêm nhạc sĩ sáng tác chính) thành lập ở Leyton, Đông Luân Đôn vào năm 1975. Tuy chưa ổn định nhân sự trong những năm đầu hoạt động, đội hình hoạt động gần như toàn bộ lịch sử ban nhạc gồm Harris, giọng ca Bruce Dickinson, tay trống Nicko McBrain cùng các nghệ sĩ guitar Dave Murray, Adrian Smith và Janick Gers. Được xem là nhóm tiên phong trong trào lưu làn sóng mới của nhạc heavy metal, Iron Maiden đã phát hành hàng loạt album giành đĩa vàng và bạch kim ở Liên hiệp Anh gồm; album đầu tay (1980), Killers (1981) và The Number of the Beast (1982) – album đầu tiên của nhóm với Bruce Dickinson, khi anh thay thế vị trí ca sĩ chính của Paul Di'Anno vào năm 1981. Việc kết nạp thêm Dickinson là bước ngoặt trong sự nghiệp của họ, biến nhóm trở thành một trong những ban nhạc quan trọng nhất lịch sử heavy metal. The Number of the Beast thì nằm trong số các album heavy metal nổi tiếng nhất mọi thời đại, tiêu thụ được gần 20 triệu bản trên toàn thế giới.
Sau khi vấp phải một số sóng gió ở thập niên 1990, sự trở lại của giọng ca chính Bruce Dickinson và nghệ sĩ guitar Adrian Smith vào năm 1999 đã giúp ban nhạc trải qua giai đoạn lấy lại danh tiếng với hàng loạt album mới và các chuyến lưu diễn cực kỳ thành công. Ba album gần nhất của họ — The Final Frontier (2010), The Book of Souls (2015), và Senjutsu (2021) — đều giành ngôi quán quân ở hơn 25 quốc gia. Iron Maiden đã tiêu thụ hơn 130 triệu bản album trên toàn thế giới và thu được hơn 600 chứng nhận đĩa nhạc. Họ được xem là một trong những ban nhạc được nể trọng và giàu sức ảnh hướng nhất mọi thời đại.
Ban nhạc đã gặt hái nhiều giải thưởng trong ngành âm nhạc, gồm giải Grammy, giải Brit, giải Silver Clef, giải Nordoff-Robbins, giải Ivor Novello, giải Juno, giải âm nhạc Tây Ban Nha và Sách Kỷ lục Guinness. Ban nhạc cũng nằm trong số các nghệ sĩ có triển lãm được tổ chức ở Đại sảnh Danh vọng Rock and Roll, British Music Experience, Bức tường Danh vọng Rock in Rio, Triển lãm Metal Across America và Đại sảnh Danh vọng của Nhạc hội ngoài trời Wacken. Năm 2023, Iron Maiden được hãng tem thư Royal Mail chi nhánh Liên hiệp Anh ghi danh bằng việc trao tặng tấm thiệp và tem thư riêng.
Ban nhạc đã phát hành 41 album, gồm 17 album phòng thu, 13 album nhạc sống, bốn đĩa EP và bảy đĩa nhạc tuyển tập. Họ cũng phát hành 47 đĩa đơn, 20 album video và hai trò chơi video. Ca từ của Iron Maiden xoay quanh các đề tài như lịch sử, văn học, chiến tranh, thần thoại, xã hội và tôn giáo. Tính đến  tháng 10 năm 2019, ban nhạc đã biểu diễn ở 2.500 live show. Trong hơn 40 năm, ban nhạc đã đưa linh vật biểu tượng "Eddie" lên bìa gần như toàn bộ các sản phẩm âm nhạc của họ.